# 物吉
物吉（ものよし）とは、江戸時代（17世紀 - 19世紀）、門付をして金品を乞うことを生業とした。ハンセン病などの疾病や、事故などで著しく容姿が変形した人々の集団であった。祭事の際に「物吉」（縁起がいいという意味）と叫びながら物乞いをした。

## 略歴・概要
「物吉」は、その語の第一義的には「めでたいこと」を意味する祝福のことば、掛け声である。「物吉」たちは、人家の門前に立って、報酬を目的として祝い言を叫んだ。
江戸時代初期の1603年 - 1604年（慶長8年 - 同9年）の時期に、長崎学林が刊行した『日葡辞書』には、「モノヨシ」イコール「ハンセン病」であると定義されているが、これは、当時すでに、同病の罹患者たちが「物吉」的活動を行っていたことを意味する。大阪を中心とした関西地方でおもに活動したとされる。

京都では、「物吉」は、中世（12世紀 - 16世紀）期には清水坂（現在の京都市東山区清水）の非人宿の最末端に所属したが、江戸時代に入ると、清水坂から分離され「物吉村」と呼ばれる塀に閉ざされた空間に隔離されるようになる。「物吉村」の内部にあった長棟堂清円寺があり、梅の名所とされ、「物吉」たちは敷地内で畑作・わらじ製造、節句に市内を門付して生活した。同寺は1872年（明治5年）に廃寺となる。
奈良では、「物吉」たちは北山十八間戸と西山光明院に分かれて居住していた。
『加賀藩史料』によれば、加賀藩（現在の石川県ほか）では、「物吉」は乞食ではなく、七兵衛という人物が代々この集団を統率していた、という旨の記述が、1693年6月（元禄6年5月）の「異種徒取調書」にあるとしている。しかし当初は祝い事の際に武家や町方に祝儀を受けて生活していたが、次第に配下の「物吉」が増加し、それだけでは生活が成り立たなくなり、「乞食札」を受けての乞食活動を行うようになったという。同藩における「物吉」の身分の呼称は「𤸎癩」（かつらい）であり、すなわち「かったい」であり「乞児」（ほかいびと、祝い言を発して金銭を乞う者）であるとした。定住者ではない無宿のハンセン病患者が現れた場合は、この「乞食札」を発行して「かったい」（物吉）集団に引き渡して管理させたという。同藩では、当時信じられていたように、ハンセン病の家は代々ハンセン病であると考え、「物吉」の家系はハンセン病者を起源とするものであって、「穢多」「非人」ではない。
かつて「物吉」たちが患った「ハンセン病」についても、現在は不治の病ではなく、1996年（平成8年）4月1日に「らい予防法」を廃止、2009年（平成21年）4月1日には「ハンセン病問題基本法」（ハンセン病問題の解決の促進に関する法律）も施行され、日本のハンセン病問題は解決に向かっている。

## 物吉村
物吉村（ものよしむら）は、かつて江戸時代（17世紀 - 19世紀）に存在した日本の通称地名である。現在の京都府京都市東山区弓矢町・宮川筋五町目の一部にあたる。宮川筋の西、鴨川の東岸にあった、安倍晴明の墓のひとつである「晴明塚」が移転・設置されたため、「晴明辻子」（せいめいつじこ）とも呼ばれた。同地の範囲内、現在の松原通大和大路西入には、浄土宗の寺・長棟堂清円寺があり、この地区に「物吉」と呼ばれたハンセン病者たちが、集団的に居住していた。同地は宮川町の花街に囲まれており、建仁寺の門前（勅使門）位置し、「物吉」たちは京都市中を門付してまわり、この勧進事業によってハンセン病者救済が行われた。
清円寺は廃寺になり、1877年（明治10年）、本尊の阿弥陀如来像や晴明像は、裏寺町通六角の長仙院に移され、村も解体された。